# Zápas na Letních olympijských hrách 1896

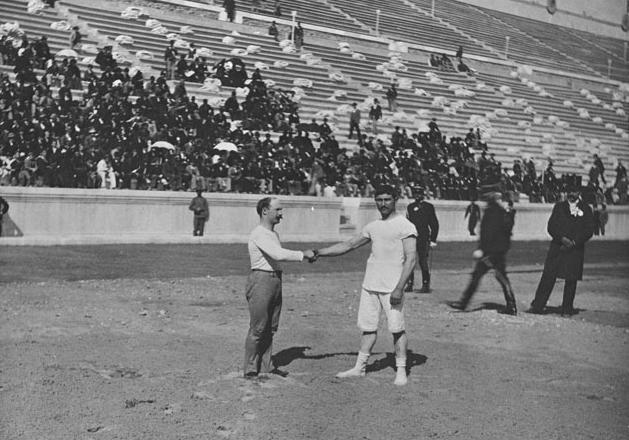
Carl Schuhmann (vlevo) a Georgios Tsitas během finálového zápasu

Zápas na Letních olympijských hrách 1896 byl zařazen na program v jedné kategorii v řecko-římském zápase. O medaile se utkalo 5 zápasníků ze čtyř zemí.
Tyto medaile byly uděleny Mezinárodním olympijským výborem dodatečně. Na samotných hrách obdržel vítěz stříbrnou medaili, ostatní v pořadí odešli bez ocenění.

## Medailisté

### Muži
| Kategorie    | Zlato                          | Stříbro                       | Bronz                                 |
| ------------ | ------------------------------ | ----------------------------- | ------------------------------------- |
| Řecko-Římský | Carl Schuhmann · Německo (GER) | Georgios Tsitas · Řecko (GRE) | Stephanos Christopoulos · Řecko (GRE) |

## Přehled medailí
| Pořadí | Země    | Zlato | Stříbro | Bronz | Celkově |
| ------ | ------- | ----- | ------- | ----- | ------- |
| 1      | Německo | 1     | 0       | 0     | 1       |
| 2      | Řecko   | 0     | 1       | 1     | 2       |
| Celkem | Celkem  | 1     | 1       | 1     | 3       |

## Zúčastněné země
Do bojů o medaile zasáhlo 5 zápasníků ze 4 zemí:
- Německo (1)
- Velká Británie (1)
- Řecko (2)
- Maďarsko (1)